# Ngô Thị Hoàng Yến
Ngô Thị Hoàng Yến là nữ sĩ quan cấp cao, tướng lĩnh Công an nhân dân Việt Nam, hàm Trung tướng. Bà hiện giữ chức vụ Bí thư Đảng ủy, Cục trưởng Cục Hồ sơ nghiệp vụ, Bộ Công an. Bà là nữ Trung tướng thứ 2 của lực lượng Công an nhân dân Việt Nam (sau Trung tướng Trần Thị Ngọc Đẹp).

## Tiểu sử
Ngô Thị Hoàng Yến là đảng viên Đảng Cộng sản Việt Nam.
Tháng 3 năm 2014, Ngô Thị Hoàng Yến là Thượng tá công an, Giám đốc Trung tâm Thông tin Quốc gia về tội phạm thuộc Cục Hồ sơ nghiệp vụ Cảnh sát, Bộ Công an.
Tháng 8 năm 2019, Ngô Thị Hoàng Yến là Đại tá, Phó Cục trưởng Cục công tác Đảng và công tác chính trị, Bộ Công an.
Tháng 11 năm 2019, Ngô Thị Hoàng Yến là Thiếu tướng Công an nhân dân Việt Nam, Phó Cục trưởng Cục Công tác Đảng và công tác chính trị, Bộ Công an.
Ngày 4 tháng 6 năm 2020, bà được Bộ trưởng Tô Lâm bổ nhiệm giữ chức vụ Cục trưởng Cục Hồ sơ nghiệp vụ, Bộ Công an thay thiếu tướng Tô Văn Huệ.
Tháng 11 năm 2023, Thiếu tướng Ngô Thị Hoàng Yến là Cục trưởng Cục Công tác Đảng và công tác chính trị, Bộ Công an (Việt Nam)
Tháng 12 năm 2023, bà được Chủ tịch nước Cộng hòa xã hội chủ nghĩa Việt Nam Võ Văn Thưởng thăng cấp bậc hàm Trung tướng
Tháng 12 năm 2023, Trung tướng Ngô Thị Hoàng Yến là Cục trưởng Cục Hồ sơ nghiệp vụ, Bộ Công an.

## Lịch sử phong quân hàm
| Năm thụ phong | 2015   | 2019        | 12.2023     |
| ------------- | ------ | ----------- | ----------- |
| Quân hàm      |        |             |             |
| Cấp bậc       | Đại tá | Thiếu tướng | Trung tướng |